# 尚宏 (解放军)
尚宏（1960年—），山东省青岛市人，中国人民解放军中将。

## 生平
1982年，尚宏自太原机械学院（中北大学的前身）自动控制系自动化专业毕业。曾任中国人民解放军总装备部司令部参谋长、中国酒泉卫星发射中心主任。2016年任中国人民解放军战略支援部队副司令员、中国人民解放军战略支援部队航天系统部司令员。
尚宏是中共十九大代表。
2017年晋升中国人民解放军中将军衔。
2023年8月，香港《明报》指出，尚宏起初当选中共二十大代表，但未能通过代表资格审查，后已悄然去职。新加坡联合早报副总编韩咏红认为，尚宏被取消资格的原因与去向仍成迷，相信也是被调查中。